# Kaiserschild
Le Kaiserschild (littéralement « bouclier impérial ») est un sommet des Alpes, à 2 084 m d'altitude, dans les Alpes d'Ennstal, en Autriche (land de Styrie).